# Earthworm Jim 2
Earthworm Jim 2 é um jogo eletrônico de plataforma e shoot' em up, estrelado por uma minhoca chamada Jim em um traje robótico que luta contra o mal. É uma sequência do Earthworm Jim original, e o segundo e último jogo da série Earthworm Jim, desenvolvido pelos criadores originais Doug TenNapel, David Perry e Shiny Entertainment. Foi lançado no final de 1995 e no início de 1996, dependendo da região e do console de videogame, sendo lançado inicialmente para o Sega Mega Drive e Super Nintendo, antes de ser portado para outros consoles. 

## Jogabilidade
O objetivo do jogo é basicamente o mesmo que o original Earthworm Jim; atravessar os níveis para salvar a Princesa What's Her Name e derrotar os inúmeros inimigos do jogo, como Psy-Crow. No entanto, a jogabilidade é muito mais diversa do que no primeiro Earthworm Jim. 
Enquanto a maioria dos níveis ainda se baseia em elementos de jogos de shoot 'em up e plataforma, alguns níveis incorporam outros elementos na jogabilidade. Alguns níveis, como o nível de abertura, "Anything But Tangerines", e o oitavo nível do jogo, "Level Ate", são jogados praticamente do mesmo modo que o Earthworm Jim original, com exceção de uma maior variedade de movimentos a disposição dos jogadores. Por exemplo, existem mais tipos de armas para usar, como uma arma de mira automática ou a arma "Barn Blaster", que derruba todos os inimigos visíveis na tela. Além disso, o amigo de Jim "Snot" que viaja com ele e pode ser usado para grudar e balançar em superfícies verdes viscosas, ou como pára-quedas, ao pular. 
Outros níveis se afastam muito desta fórmula. No quarto nível, "The Villi People", o jogador deve guiar Jim, indefeso, disfarçado de uma salamandra cega das cavernas, por passagens intestinais, evitando as ovelhas explosivas e perigos embutidos nas paredes. A última parte do nível muda repentinamente para um formato de game show, em que o jogador precisa responder a perguntas sem sentido de múltipla escolha que geralmente não apresenta respostas logicamente corretas. Outro nível, apropriadamente intitulado "Inflated Head", faz com que a cabeça de Jim seja inflada como um balão, e o jogador deve controlar Jim enquanto ele flutua para cima, evitando tocar em objetos pontiagudos que o fazem voltar ao início do nível enquanto evita os ataques do Evil the Cat's. 
Ainda outro, "The Flyin' King", joga como um shooter isométrico, com Jim novamente em seu "foguete de bolso", onde um balão com uma bomba deve ser direcionado para o final do nível e defendido dos inimigos, a fim de derrotar o Major Mucus. O último nível do jogo não é uma luta de chefe típica, mas sim uma corrida contra Psy-Crow através de uma pista de obstáculos, para chegar à Princesa What's Her Name. O jogo termina com Jim salvando a princesa, mas todos os três personagens acabam se transformando aleatoriamente em vacas. 
Dois chefes são exclusivos para este jogo, Pedro Pupa, uma pupa monociclista, e Flamin' Yawn, um bife cuspidor de fogo. 

## Versões e lançamentos
O jogo, muito parecido com o primeiro, foi desenvolvido para o Mega Drive e depois transportado para o Super Nintendo. Eles foram lançados simultaneamente e eram basicamente o mesmo jogo, as únicas diferenças são que a versão de Super Nintendo tinha artes de fundo diferentes e a capacidade de trocar de armas. A versão Mega Drive foi lançada no Japão exclusivamente pelo serviço Sega Channel. A Rainbow Arts transportou o jogo para o MS-DOS junto com o primeiro jogo, em um pacote intitulado "Earthworm Jim 1 & 2: The Whole Can 'O Worms". Essa adaptação apresentava uma trilha sonora de CD atualizada, mais vozes e gráficos redesenhados, mas não possuía o nível "Lorenzen's Soil". Também foram lançadas versões para o Sega Saturn e o primeiro PlayStation (ambos desenvolvidos por um estúdio separado, Screaming Pink, Inc.), que continham o áudio atualizado e todos os níveis do original. Ambas as versões eram idênticas e continham diferenças nas arte e gráficos de versões anteriores do jogo. Em uma conferência de 1994 realizada na CompuServe com a Shiny Entertainment antes de seu lançamento, David Perry afirmou que eles estavam pensando em fazer uma versão do jogo para o Atari Jaguar, o que nunca foi concretizado. 
Muitos anos depois, foi portado para uma nova geração de sistemas. Uma adaptação para Game Boy Advance, baseada na versão do Super Nintendo, foi lançada em 2002; tendo sido amplamente criticada pelos gráficos pobres, som e música ruins e jogabilidade muito complicada. A versão do Mega Drive foi lançada mais tarde para download no Wii através do Virtual Console em 2009.  A versão do MS-DOS foi relançada através de emulação pelo DOSbox no GOG.com e na Steam. 

## Recepção
A recepção do jogo foi muito positiva. Fontes como IGN e GameZone o declararam, em geral, melhor do que o original que também foi muito bem recebido. O Destructoid elogiou o humor do jogo, a jogabilidade inovadora e níveis no estilo de "minigames" espalhados por todo o jogo também foram considerados como uma mudança bem-vinda na jogabilidade linear, comum na época.  Revendo a versão Mega Drive, um revisor da Electronic Gaming Monthly desaprovou o jogo, comentando que "onde o primeiro teve técnica, este apenas fica devendo", mas os três restantes o declararam uma sequência digna. Eles comentaram que ele mantém a mesma ótima jogabilidade do original, além de adicionar excelentes novas armas e níveis "ainda mais loucos do que o anterior".  Os revisores da GamePro deram ótimas críticas para as versões do Mega Drive e Super Nintendo. Eles observaram que a jogabilidade básica e a premissa permanecem inalteradas desde o primeiro jogo, mas elogiaram muito os novos designs de nível, a trilha sonora diversificada e as animações aprimoradas para o personagem-título, com um dos revisores concluindo que "Earthworm Jim 2 consegue exceder o alto nível dos padrões do primeiro jogo ". Um revisor da Next Generation também definiu que os novos designs dos níveis eram mais que suficientes para fazer o jogo parecer novo, apesar de usar a mesma jogabilidade. Ele resumiu que "Na maior parte, essa tão esperada sequência respondeu ao sucesso do primeiro jogo usando mais do mesmo humor, ação e habilidade, acrescentando algumas surpresas desta vez".   
Enquanto as versões do Mega Drive e Super Nintendo geralmente eram bem avaliadas, algumas outras versões eram mal recebidas. A adaptação para o PlayStation, que continha o mesmo conteúdo dos lançamentos originais, recebeu uma pontuação ruim de "3/10" da Computer and Video Games, devido a não haver melhorias significativas, apesar do hardware obviamente mais poderoso do PlayStation.  Da mesma forma, a Sega Saturn Magazine descreveu o Earthworm Jim 2 como um excelente jogo, mas ridicularizou a falta de avanços na versão Saturn e o resumiu como "Um ótimo jogo - a um ano atrás. Em um console diferente".  Um crítico da Next Generation perdoou a falta de grandes aprimoramentos, afirmando que "o título é incrivelmente divertido mesmo em uma máquina projetada para jogos em 3D", embora ele reconhecesse que aqueles que já haviam jogado a versão do Mega Drive ou Super Nintendo não teriam razão para jogar o jogo novamente no Saturn.  Major Mike da GamePro discordou, alegando que há mudanças, como os novos planos de fundo, música remixada, e telas de carregamento trazendo a sensação de algo fresco e novo.  
O lançamento para Game Boy Advance em 2002 também foi criticado, mas desta vez devido ao jogo ter uma mecânica "inacabada", gráficos defeituosos e um sistema de salvamento imprevisível. A IGN afirmou que "a jogatina tende a desacelerar nos locais mais improváveis... e a jogabilidade é inconsistente... carrega um jogo em que você morre instantaneamente sem motivo aparente". A GameSpot de maneira similar, define como "impossível de jogar".  
Earthworm Jim 2 foi nomeado para o "Video Game of the Year" da Video Software Dealers Association em 1995, perdendo para o Donkey Kong Country 2. 
Ao revisar o lançamento para Virtual Console da versão do Mega Drive, Marcel van Duyn, da NintendoLife, teve reações mistas em várias mecânicas do jogo. 

## Sequelas
A série Earthworm Jim teve outras sequências, incluindo Earthworm Jim 3D e Earthworm Jim: Menace 2 the Galaxy. Elas foram desenvolvidas por diferentes desenvolvedores, com jogabilidade e estilos muito diferentes, e receberam uma recepção geralmente negativa. 